# Katastrofa górnicza w kopalni Zofiówka (2018)
Katastrofa górnicza w KWK Zofiówka – katastrofa, która miała miejsce 5 maja 2018 roku w zakładzie Ruch "Zofiówka" w Jastrzębiu-Zdroju, należącym do zespolonej kopalni „Borynia-Zofiówka-Jastrzębie”. W jej wyniku zginęło 5 górników, a 2 zostało rannych. Przyczyną katastrofy było tąpnięcie.

## Tąpnięcie
Do wstrząsu w KWK Zofiówka doszło w sobotę 5 maja 2018 roku o godzinie 10:58. Energia tąpnięcia wynosiła 190 MJ (około 3,4 stopni w skali Richtera). W chwili wstrząsu w kopalni pracowało 250 osób, z czego w rejonie bezpośredniego zagrożenia 900 metrów pod ziemią – 11. Czterem z nich udało się uciec, siedmiu górników zostało uwięzionych pod ziemią. Wstrząs był odczuwalny w Jastrzębiu-Zdroju oraz okolicy, w tym w dwóch miastach oddalonych o kilkanaście kilometrów od KWK Zofiówka – Żorach i Wodzisławiu Śląskim.

## Akcja ratunkowa
O godzinie 11:25 w kopalni Zofiówka rozpoczęła się akcja ratunkowa podjęta przez zastęp ratowników z KWK Zofiówka. Około godziny 11:50 do akcji zawałowej skierowano dodatkowe siły. Wysłano z Bytomia do Jastrzębia-Zdroju dwa zastępy zawodowego pogotowia górniczego. Kolejne dwa zastępy skierowano z Okręgowej Stacji Ratownictwa Górniczego w Wodzisławiu Śląskim. Na miejscu było 20 zawodowych ratowników. W pierwszych godzinach akcji do poszukiwania zaginionych 7 górników skierowano ogółem 40 ratowników (8 zastępów). Około godz. 17:00 ratownicy dotarli do 2 poszkodowanych, którzy w stanie dobrym zostali przetransportowani do szpitala w Jastrzębiu Zdroju. Do akcji ratunkowej mobilizowano kolejne zastępy.
Wieczorem 5 maja natrafiono na kolejnego górnika – przygniecionego i bez oznak życia. Z czterema kolejnymi nie było kontaktu. Kolejnego martwego górnika odnaleziono w niedzielę 6 maja przed południem. Dalszą akcję utrudniały wysoka temperatura, małe prześwity w zawalonych chodnikach oraz wysokie stężenie metanu. W celu obniżenia jego stężenia zbudowano lutniociągi doprowadzające powietrze do zagrożonego obszaru. Gdy stężenie metanu opadło do około 4 procent akcja została wznowiona, jednak 6 maja o godzinie 16:30 wystąpił wstrząs wtórny, który uwolnił duże ilości metanu, w wyniku czego, pomimo ciągłego pompowania powietrza, 7 maja stężenie metanu wciąż wynosiło jeszcze 8 procent – podczas gdy zastępy ratowników można wpuścić w rejon zagrożenia gdy jego zawartość wynosi poniżej 5 procent (przyjmowana dla metanu wartość dolnej granicy wybuchowości 4,91 procent objętości ulega obniżeniu wraz ze wzrostem temperatury i ciśnienia, natomiast wzrasta wraz ze spadkiem intensywności impulsu inicjującego, jest zależna również od miejsca, w którym mogłoby dojść zapalenia). Powołano zespół ds. zagrożeń naturalnych, złożony z ekspertów AGH, PŚ oraz GIG. Po wznowieniu prac za pomocą sprzętu hydraulicznego duże utrudnienia związane były z wypiętrzeniem spągu. 8 maja wykryto zakłócony sygnał radiowy lampy górniczej. W wyrobisku, jako kolejne utrudnienie, pojawiła się woda (podjęcie próby jej wypompowania oznaczało konieczność przetransportowania pomp na sprężone powietrze na miejsce rozlewiska), wykryto również sygnał drugiej lampy górniczej. 9 maja podjęto działania w trzech kierunkach – wypompowywania wody (układ 4 pomp, z których ostatnia miała zostać zamontowana w rozlewisku), wywiercenia otworu technologicznego (z zastosowaniem wiertnicy drenażowo-powietrznej) oraz zaangażowania ekipy nurków do penetracji zalewiska (okazało się, że sprzęt nurków był zbyt duży w porównaniu z prześwitem chodnika w rozlewisku). 11 maja ukończono wiercenie drugiego otworu do położonego za rozlewiskiem chodnika H-10 (pierwszy okazał się niecelny). Przez otwór o średnicy 9,5 centymetra opuszczono przenośny telefon ratowniczy oraz pakiet żywnościowy. Prace związane z wypompowywaniem wody zaowocowały obniżeniem jej lustra o 19 metrów – widoczne były już elementy konstrukcji łączącej chodnik H-10 z chodnikiem H-2. Rozpoczęto również transport pompy elektrycznej, której zastosowanie pozwoliłoby na 7-krotne zwiększenie wydajności pompowania (wcześniejsze jej zastosowanie nie było możliwe, gdyż urządzenia elektryczne nie mogą pracować przy stężeniu metanu przekraczającym 2 procent objętości), jednak zastosowanie urządzenia okazało się niemożliwe, gdyż opadanie lustra wody uwolniło duże ilości metanu. Do pompowania wody wykorzystano więc kompozytowe pompy szlamowe produkcji australijskiej. 12 maja późnym wieczorem w rozlewisku zlokalizowano ciało pierwszego z trzech poszukiwanych od kilku dni górników, natomiast w niedzielę 13 maja podczas wypompowywania wody natrafiono na ciało drugiego spośród nich. Do akcji zaangażowano psy tropiące, które 14 maja wskazały trop ostatniego z poszukiwanych górników. Stopniowo przeszukiwano kolejne wskazane przez psy obszary w miarę obniżania się lustra wypompowywanej wody. 16 maja odnaleziono ciało ostatniego z górników. Trwająca 12 dni akcja ratunkowa była najtrudniejszą w historii Jastrzębskiej Spółki Węglowej: wzięło w niej udział ponad 2000 ratowników oraz dwa psy tropiące.

## Następstwa
Na terenie całego województwa śląskiego ogłoszono żałobę, natomiast rodzinom ofiar premier Mateusz Morawiecki przyznał renty specjalne.

## Ofiary katastrofy
1. Marcin Balcerak (lat 35)
2. Piotr Królik (lat 34)
3. Przemysław Szczyrba (lat 38)
4. Łukasz Szweda (lat 29)
5. Michał Trusiewicz (lat 38)